# Joel ben Simeon

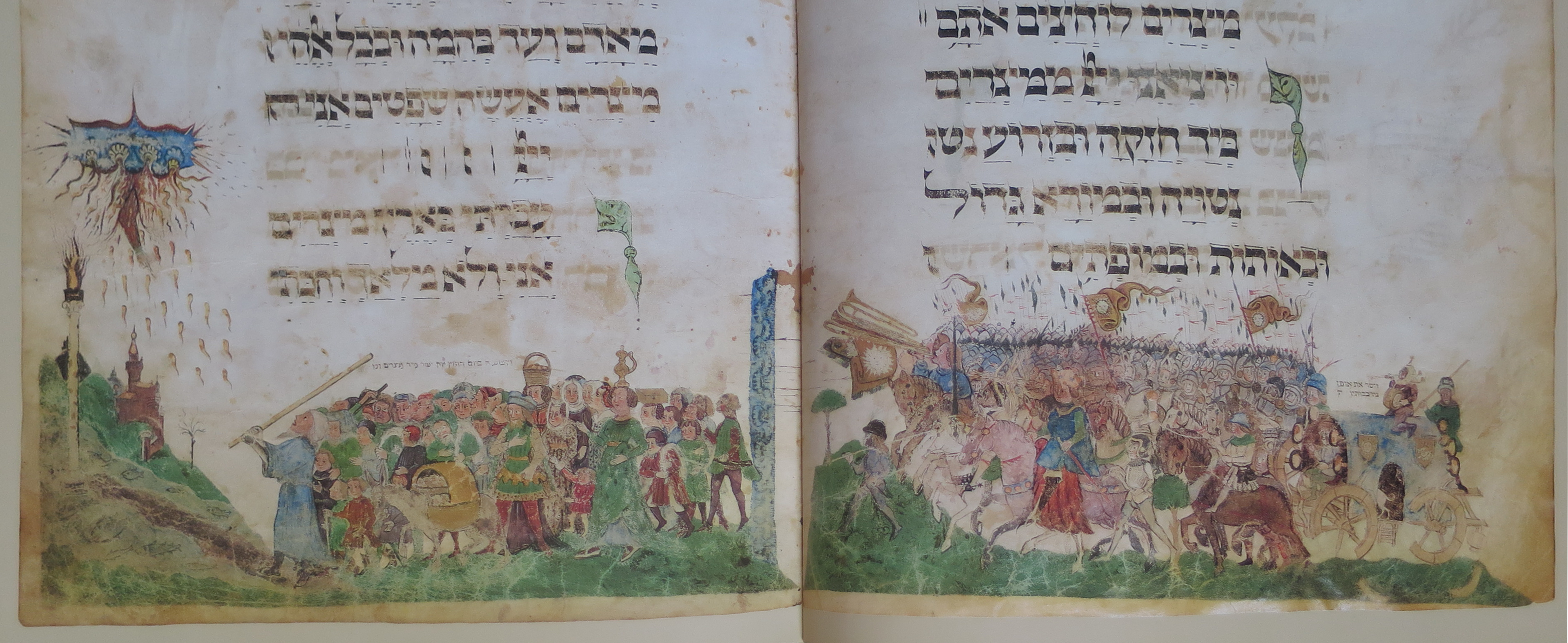
Auszug aus Ägypten in der Londoner Haggada von Joel ben Simeon: Ganz links: Die Hand Gottes aus der Wolke, der die Juden folgen, an der Spitze: Mose mit dem Stab, auf der gegenüber liegenden Seite der Pharao, der die Juden verfolgt, der blaue Balken dazwischen ist eine Wolke, die die Israeliten vor den Pfeilen der ägyptischen Soldaten schützt.

Joel ben Simeon (Joel ben Simeon Feibusch Aschkenasi – er selbst nutzte unterschiedliche Namensformen) († nach 1485 oder um 1492) war ein jüdischer Schreiber und Buchillustrator des 15. Jahrhunderts.

### Quellen

Kolophon von Joel ben Simeon in der Londoner Haggada

## Leben

### Biografie
Joel ben Simeon stammte vom Niederrhein, er selbst nennt sowohl Köln (aus dem die Juden 1424 vertrieben wurden) als auch Bonn als Herkunfts- oder Wohnorte. Er arbeitete ab etwa 1440 in Deutschland und Norditalien und reiste mehrmals zwischen beiden Ländern hin und her, von Stadt zu Stadt, um seinen Beruf auszuüben. Bevor er in Italien nachgewiesen ist, arbeitete er im süddeutschen Raum. Mit dem Wechsel nach Italien ändert sich sein Stil erheblich und er übernahm viel aus der späten Buchmalerei der Renaissance in Italien. 1449 hielt er sich vielleicht in Parma auf, 1452 vielleicht in Cremona, 1454 ist er sicher in Italien. Etwas im Gegensatz zu dieser hohen Mobilität steht die Annahme, dass er nicht alleine arbeitete, sondern eine Werkstatt unterhielt. Diese Schlussfolgerung wird gezogen, weil die von ihm „signierten“ Werke im Stil sehr unterschiedliche Illustrationen aufweisen. Nach 1478 lebte er in Italien. Das letzte von ihm datierte und erhaltene Werk stammt von 1485. Er starb in Italien, spätestens 1492.

## Werk
Die nachfolgende Übersicht führt die Werke an, die Joel ben Simeon aufgrund des Kolophons sicher zugewiesen werden können:
| Typ                      | Jahr      | Aufbewahrungsort Signatur                                 | Anmerkung |
| ------------------------ | --------- | --------------------------------------------------------- | --- |
| Siddur                   | 1449      | Biblioteca Palatina, Parma Ms. 3144                       | |
| Machsor                  | 1452      | Biblioteca Reale, Turin                                   | Bei einem Brand 1904 schwer beschädigt oder zerstört.                                                                                          |
| Haggada                  | 1454      | Jewish Theological Seminary, New York City Ms. Mic. 8279  | „Zweite New Yorker Haggada“ |
| Siddur                   | 1469      | British Library, London Add. 26957                        | |
| Haggada                  | 1478      | Library of Congress, Washington, D.C. Ms. Hebr. 1         | |
| Psalter                  | 1485      | Biblioteca Palatina, Parma Ms. 2841                       | Mit einem Kommentar von David Kimchi. Das Manuskript enthält keine Illustrationen. Es ist das jüngste von Joel ben Simeon datierte Manuskript. |
| Haggada                  | undatiert | Schocken Library, Jerusalem Ms. 24086                     | „Nürnberger Haggada“ |
| Haggada                  | undatiert | British Library Add. 14762                                | „Londoner Haggada“ mit einem Kommentar von Eleasar ben Juda ben Kalonymos                                                                      |
| Haggada                  | undatiert | Jewish Theological Seminary, New York Ms. Mic. 4481       | „Erste New Yorker Haggada“ |
| Tempelgeräte (6 Blätter) | undatiert | zuletzt: Jewish Theological Seminary, New York: Acc. 0822 | verschollen |
| Haggada                  | undatiert | Biblioteca Bodmeriana, Genf Cod. 81                       | Dyson-Perrins-Haggada |

Bei drei weiteren Handschriften, die kein Kolophon von Joel ben Simeon enthalten, wird aufgrund stilistischer Merkmale diskutiert, ob sie ebenfalls von ihm stammen.